# Кози рид
Ко̀зи рид е рид от Каменишкото било на Северен Пирин. Простира се между връх Каменица на запад, Малокаменишкия циркус на юг и Козия циркус на север. През него минава вододела на реките Мозговица и Козя река (Беговица). По ниските части на рида се срещат борови и смърчови гори, които във височина преминават в клек. Най-високите части са заети от алпийски пасища. В Кози рид е построена хижа „Беговица“, изходен пункт за нея в Сандански. Изградени са ски писта и влек. До 1989 година Кози рид носи името Беговица.